# アラム人
アラム人（英:Aramaeans）とは、セム語系の古代オリエントの遊牧民。隊商貿易で活躍した。

## 概要
紀元前11世紀頃までに、ユーフラテス川上流に定住した。その拠点としては、ティル・バルシップ、サマル、アルパド、ビト・アディニなどが挙げられる。その後、シリアに進出して新たな都市国家を形成した。当初はハマ、その後はダマスカスがアラム人勢力の中心となった。
ラクダを用いてシリア砂漠などを舞台に隊商貿易を行った。その後、さらに交易網を拡大し、古代オリエント世界に商業語としての古代アラム語（アラム語参照）を定着させた。また、シリア沿岸部のフェニキア人が用いていたフェニキア文字からアラム文字が作られ、その後の西アジア・南アジア・中央アジアの様々な文字に影響を与えた。